# Celia Blanco
Celia Blanco Rodríguez (Madrid, 12 de julio de 1972) es una periodista, escritora y locutora de radio española.

## Trayectoria
Blanco nació en 1972 en Madrid, hija de una maestra y un militar. Se licenció en Periodismo por la Universidad Complutense de Madrid. Empezó en televisión en 1993 para una emisora local de Almería.
En julio de 2014, puso en marcha el programa radiofónico Contigo dentro para la Cadena SER. El programa, que se emitía las madrugadas del domingo al lunes y en el que se hablaba de sexo, se mantuvo en antena hasta diciembre de 2019. El cambio se produjo pese a las buenas cifras de emisión del programa en un momento en el que se sustituyeron varios programas por otros de humor como La vida moderna, Las noches de Ortega o Nadie sabe nada.
Tras su salida de la Cadena SER, en 2020, Blanco lanzó su podcast "Con todos dentro", producido por Diga33.
Además de su perfil radiofónico, Blanco coordina y escribe el blog sobre sexo "Mordiscos y tacones" en El País. Además, colabora para revistas como La Marea y El País Semanal. 

## Obra
- 2014 – Con dos tacones: las fantasías sexuales de las mujeres que dejaron de soñar con ser princesas. La Esfera de los Libros. ISBN 9788490600153.[11]
- 2015 – Aquí se vive muy bien follando.
- 2017 – Salsas trabadas de pan y moja. Cuento de la antología de novela negra HNegra.
- 2018 – Salvajada Arriaga. Cuento de la antología erótica "Tócate" de Jot Down Magazine. ISBN 978-8494808432.[12]
- 2019 – Tina de Jarque. Cuento de la antología "No me cuentes cuentos". Penguin Random House. ISBN 9788417922290.[13]
- 2021 – Con todos dentro: Aprendiendo a disfrutar del sexo. Larousse. ISBN 978-84-18473-39-5.
- 2022.- Estoy cambiando. Historias para crecer. Alfaguara ISBN 9788420459912